# Heather McPherson (femme politique)
Pour les articles homonymes, voir Heather McPherson et McPherson.
Heather Lynn McPherson (née le 9 mai 1972 à Edmonton en Alberta au Canada) est une femme politique canadienne. Elle est la députée d'Edmonton Strathcona sous les couleurs du Nouveau Parti démocratique.

## Biographie
Lors des élections de 2019, elle est élue pour succéder à Linda Duncan dans la circonscription d'Edmonton Strathcona. Elle devient alors la seule députée n'étant pas issue du parti conservateur dans les prairies canadiennes. Supportrice du réseau d'oléoducs Trans Mountain malgré l'opposition de son parti, elle se montre ouverte à siéger dans le conseil des ministres de Justin Trudeau tout en précisant qu'elle n'allait pas changer de parti et que sa participation était conditionnelle à l'accord du NPD. Cette proposition reste cependant ignorée par le gouvernement libéral.

## Résultats électoraux
Modèle:Élection générale canadienne de 2025 — Edmonton Strathcona